# Aresches
Aresches – miejscowość i gmina we Francji, w regionie Burgundia-Franche-Comté, w departamencie Jura.
Według danych na rok 1990 gminę zamieszkiwało 51 osób, a gęstość zaludnienia wynosiła 11 osób/km² (wśród 1786 gmin Franche-Comté Aresches plasuje się na 692. miejscu pod względem liczby ludności, natomiast pod względem powierzchni na miejscu 834.).